# Света Петка (Полена)
„Света Петка“ е православна църква в село Полена, община Симитли, част от Неврокопската епархия на Българската православна църква.

## История
Храмът е разположен в центъра на селото. Строежът на храма започва на 13 октомври 1994 година на аязмото, посветено на света Петка. Църквата е построена с парични дарения от местни жители, от църквата „Свети Архангел Михаил“ в Крупник, от предприятия, от държавата и с труд от местното население. Църквата е осветена на 27 септември 2003 година от митрополит Натанаил Неврокопски в съслужение със свещенослужители от епархията. През 2010 година е открито и православно неделно училище.

## Архитектура
Иконостасът е дърворезбован, а иконите са изписани в 2002 година от иконописеца Вангел от село Михнево, Петричко. Над царския ред има и празничен ред икони, които проследяват земния живот на Иисус Христос. Бродерията и изработката на плащаницата, олтарната завеса, покривката на светия престол и свещеническите одежди са дело на сестрите от Врачешкия манастир „Свети Четиридесет мъченици“.